# Coniopteryx (Xeroconiopteryx) maculithorax
Coniopteryx (Xeroconiopteryx) maculithorax is een insect uit de familie van de dwerggaasvliegen (Coniopterygidae), die tot de orde netvleugeligen (Neuroptera) behoort. 
Coniopteryx (Xeroconiopteryx) maculithorax is voor het eerst wetenschappelijk beschreven door Enderlein in 1906.